# Guelph Royals (hokej na ledu)
Guelph Royals je bil mladinski hokejski klub iz Guelpha. Deloval je v ligi Ontario Hockey Association od 1960 do 1963 kot podružnično moštvo NHL ekipe New York Rangers. Domača dvorana kluba je bila Guelph Memorial Gardens.
Moštvo Guelph Royals ni na noben način povezano s kasnejšim OHL klubom Cornwall Royals. 

## Zgodovina
Moštvo Guelph Biltmore Mad Hatters je bilo leta 1960 prodano in novi lastniki so ga preselili v Guelph, Ontario, in ga preimenovali v Guelph Royals. Ime kluba izvira iz vzdevka mesta Guelph "Royal City" ("Kraljevsko mesto"). Moštvo je v sezoni 1960/61 končalo na prvem mestu v OHA in osvojilo pokal Hamilton Spectator Trophy. V finalu je bilo nato boljše moštvo St. Michael's Majors, s 4-2 v tekmah ob enem neodločenem izidu. 
Tisto leto je bil s 54 goli, 49 podajami in 103 točkami najboljši strelec lige OHA hokejist Guelph Royals Rod Gilbert, ki je tako osvojil pokal Eddie Powers Memorial Trophy. Gilbert je prav tako prejel nagrado Red Tilson Trophy za najizrednejšega igralca lige. 
Iz moštva so po sezoni mnogi hokejisti napredovali iz mladinske v člansko kategorijo, zato moštvo ni uspelo ponoviti rezultata. Po dveh medlih sezonah se je klub ponovno znašel v finančnih težavah. Sledila je selitev v Kitchener, Ontario in sponzorstvo s strani NHL moštva New York Rangers. Klub se je preimenoval v Kitchener Rangers. 
Nekateri hokejisti moštva, ki so napredovali v člansko kategorijo, so ostali v Guelphu in igrali za novo ustanovljeni članski amaterski klub v OHA ligi, imenovan Guelph Regals. Obstajal je od 1963 do 1967. 

## NHL igralci
20 igralcev je napredovalo do lige NHL:
| - Paul Andrea - Andy Brown - Harry Connor - Bob Cunningham - Marc Dufour | - Trevor Fahey - Sandy Fitzpatrick - Rod Gilbert - Duke Harris - Bob Jones | - Gord Kannegiesser - Al LeBrun - Randy Legge - Mike McMahon mlajši - Tom Miller | - Bob Plager - Jean Ratelle - Gary Sabourin - George Standing - Billy Taylor mlajši |

## Izidi
Redna sezona
| Sezona  | Tekem | Zmag | Porazov | Remijev | TOČ | %     | GF  | GA  | Uvrstitev |
| 1960/61 | 48    | 30   | 9       | 9       | 69  | 0.719 | 255 | 165 | 1. v OHA  |
| 1961/62 | 50    | 18   | 26      | 6       | 42  | 0.420 | 194 | 236 | 5. v OHA  |
| 1962/63 | 50    | 9    | 35      | 6       | 24  | 0.240 | 158 | 257 | 6. v OHA  |

Končnica
- 1960/61 Premagali Niagara Falls Flyers 10-4 v točkah (četrtfinale) in bili v drugem krogu prosti. Izgubili proti St. Michael's Majors 9-5 v točkah (finale).
- 1961/62 Se niso uvrstili v končnico.
- 1962/63 Se niso uvrstili v končnico.